# Ligue de diamant 2021
Navigation
La 12e édition de la Ligue de diamant (en anglais : 2021 IAAF Diamond League) est une compétition d'athlétisme qui se déroule du 23 mai au 9 septembre 2021.

## Calendrier
| #      | Date             | Lieu      | Meeting                           |
| ------ | ---------------- | --------- | --------------------------------- |
| Annulé | 23 mai           | Rabat     | Meeting international Mohammed-VI |
| 01     | 23 mai           | Gateshead | British Grand Prix                |
| 02     | 28 mai           | Doha      | Doha Diamond League               |
| 03     | 10 juin          | Florence  | Golden Gala                       |
| 04     | 1er juillet      | Oslo      | Bislett Games                     |
| 05     | 4 juillet        | Stockholm | Bauhaus-Galan                     |
| 06     | 9 juillet        | Monaco    | Meeting Herculis                  |
| 07     | 13 juillet       | Gateshead | London Grand Prix                 |
| Annulé | 14 août          | Shanghai  | Shanghai Golden Grand Prix        |
| 08     | 21 août          | Eugene    | Prefontaine Classic               |
| Annulé | 22 août          | Shenzhen  | Diamond League Shenzhen           |
| 9      | 26 août          | Lausanne  | Athletissima                      |
| 10     | 28 août          | Paris     | Meeting de Paris                  |
| 11     | 3 septembre      | Bruxelles | Mémorial Van Damme                |
| 12     | 8 et 9 septembre | Zurich    | Weltklasse Zurich                 |

|  | Finales |  | Meeting annulé |

## Résultats

### Hommes

#### Courses
| #  | Meeting     | 100 m                        | 200 m                             | 400 m                                 | 800 m/1 000 m                        | 1 500 m/Mile                                                    | 3 000/5 000 m                                             | 110 m haies                         | 400 m haies                          | 3 000 m steeple                        |
| 1  | Gateshead 1 | -                            | Kenneth Bednarek (USA) 20 s 33    | -                                     | -                                    | Jakob Ingebrigtsen (NOR) 3 min 36 s 27                          | Mohamed Katir (ESP) 13 min 8 s 52 (PB)                    | -                                   | -                                    | Hillary Bor (USA) 8 min 30 s 20        |
| 2  | Doha        | -                            | Kenneth Bednarek (USA) 19.88      | Michael Norman (USA) 44 s 27 (WL)     | Wyclife Kinyamal (KEN) 1 min 43 s 91 | Timothy Cheruiyot (KEN) 3 min 30 s 48                           | -                                                         | -                                   | Rai Benjamin (USA) 47 s 38 (MR)      | -                                      |
| 3  | Florence    | Akani Simbine (RSA) 10 s 08  | -                                 | Anthony Zambrano (COL) 44 s 76        | -                                    | -                                                               | Jakob Ingebrigtsen (NOR) 12 min 48 s 45 (AR, WL)          | Omar McLeod (JAM) 13 s 01 (MR, WL)  | -                                    | Soufiane el-Bakkali (MAR) 8 min 8 s 54 |
| 4  | Oslo        | -                            | Andre De Grasse (CAN) 20 s 09     | -                                     | -                                    | -                                                               | Yomif Kejelcha (ETH) 7 min 26 s 25 (3 000 m) (MR, WL, PB) | -                                   | Karsten Warholm (NOR) 46 s 70 (WR)   | -                                      |
| 5  | Stockholm   | Ronnie Baker (USA) 10 s 03   | -                                 | Kirani James (GRN) 44 s 63            | Ferguson Rotich (KEN) 1 min 43 s 84  | Timothy Cheruiyot (KEN) 3 min 32 s 30                           | -                                                         | -                                   | Alison dos Santos (BRA) 47 s 34 (AR) | -                                      |
| 6  | Monaco      | Ronnie Baker (USA) 9 s 91    | -                                 | -                                     | Nijel Amos (BOT) 1 min 42 s 91 (WL)  | Timothy Cheruiyot (KEN) 3 min 28 s 28 (WL, PB)                  | -                                                         | -                                   | Karsten Warholm (NOR) 47 s 08 (MR)   | Lamecha Girma (ETH) 8 min 7 s 75 (WL)  |
| 7  | Gateshead 2 | Trayvon Bromell (USA) 9 s 98 | -                                 | -                                     | Isaiah Harris (USA) 1 min 44 s 76    | -                                                               | Mohamed Katir (ESP) 7 min 27 s 64 (3 000 m) (NR, MR)      | Ronald Levy (JAM) 13 s 22           | -                                    | -                                      |
| 8  | Eugene      | Andre De Grasse (CAN) 9 s 74 | Noah Lyles (USA) 19 s 52 (WL, MR) | -                                     | Marco Arop (CAN) 1 min 44 s 51       | Jakob Ingebrigtsen (NOR) 3 min 47 s 24 (Mile) (WL, NR, DLR, PB) | Joshua Cheptegei (UGA) 8 min 9 s 55 (2 miles) (WL)        | -                                   | -                                    | -                                      |
| 9  | Lausanne    | -                            | Kenneth Bednarek (USA) 19 s 65    | -                                     | Marco Arop (CAN) 1 min 44 s 50       | -                                                               | Jakob Ingebrigtsen (NOR) 7 min 33 s 06 (3 000 m)          | Devon Allen (USA) 13 s 07           | -                                    | -                                      |
| 10 | Paris       | -                            | Fred Kerley (USA) 19 s 79 (PB)    | -                                     | Wyclife Kinyamal (KEN) 1 min 43 s 94 | -                                                               | -                                                         | Hansle Parchment (JAM) 13 s 03 (SB) | -                                    | Benjamin Kigen (KEN) 8 min 7 s 12 (WL) |
| 11 | Bruxelles   | Fred Kerley (USA) 9 s 94     | -                                 | Michael Cherry (USA) 44 s 03 (MR, PB) | -                                    | Stewart McSweyn (AUS) 3 min 33 s 20                             | -                                                         | -                                   | Alison dos Santos (BRA) 48 s 23      | -                                      |
| 12 | Zürich      | Fred Kerley (USA) 9 s 7      | Kenneth Bednarek (USA) 19 s 70    | Michael Cherry (USA) 44 s 41          | Emmanuel Korir (KEN) 1 min 44 s 56   | Timothy Cheruiyot (KEN) 3 min 31 s 37                           | Berihu Aregawi (ETH) 12 min 58 s 65                       | Devon Allen (USA) 13 s 06 (SB)      | Karsten Warholm (NOR) 47 s 35        | Benjamin Kigen (KEN) 8 min 17 s 45     |

#### Concours
| #  | Meeting     | Saut en longueur                | Triple saut                        | Saut en hauteur                | Saut à la perche                   | Lancer du poids                      | Lancer du disque           | Lancer du javelot                  |
| 1  | Gateshead 1 | Filippo Randazzo (ITA) 8,11 m   | -                                  | -                              | Sam Kendricks (USA) 5,74 m         | -                                    | -                          | Marcin Krukowski (POL) 81,18 m     |
| 2  | Doha        | -                               | -                                  | Ilya Ivanyuk (ANA) 2,33 m      | -                                  | Tomas Walsh (NZL) 21,63 m            | -                          | -                                  |
| 3  | Florence    | -                               | -                                  | Ilya Ivanyuk (ANA) 2,33 m      | -                                  | Tomas Walsh (NZL) 21,47 m            | -                          | -                                  |
| 4  | Oslo        | -                               | Yasser Triki (ALG) 17,24 m         | -                              | Armand Duplantis (SWE) 6,01 m (MR) | -                                    | Daniel Ståhl (SWE) 68,65 m | -                                  |
| 5  | Stockholm   | Tajay Gayle (JAM) 8,55 m        | -                                  | -                              | Armand Duplantis (SWE) 6,02 m (MR) | -                                    | Daniel Ståhl (SWE) 68,64 m | -                                  |
| 6  | Monaco      | Miltiádis Tedóglou (GRE) 8,24 m | -                                  | Mikhail Akimenko (ANA) 2,32 m  | -                                  | -                                    | -                          | -                                  |
| 7  | Gateshead 2 |                                 | Pedro Pichardo (POR) 17,50 m       | Donald Thomas (BAH) 2,25 m     | -                                  | -                                    | -                          | Johannes Vetter (GER) 85,25 m      |
| 8  | Eugene      | -                               | Pedro Pichardo (POR) 17,63 m (MR)  | -                              | -                                  | Ryan Crouser (USA) 23,15 m (DLR, MR) | -                          |                                    |
| 9  | Lausanne    | -                               | -                                  | -                              | Chris Nilsen (USA) 5,82 m          | Ryan Crouser (USA) 22,81 m (MR)      | -                          | Johannes Vetter (GER) 88,54 m      |
| 10 | Paris       | -                               | Hugues Fabrice Zango (BUR) 16,97 m | -                              | Armand Duplantis (SWE) 6,01 m (MR) | -                                    | -                          | Anderson Peters (GRN) 85,98 m (SB) |
| 11 | Bruxelles   | Steffin McCarter (USA) 7,99 m   | -                                  | -                              | Armand Duplantis (SWE) 6,05 m (MR) | -                                    | Daniel Ståhl (SWE) 69,31 m | -                                  |
| 12 | Zürich      | Thobias Montler (SWE) 8,17 m    | Pedro Pichardo (POR) 17,70 m       | Gianmarco Tamberi (ITA) 2,34 m | Armand Duplantis (SWE) 6,06 m (MR) | Ryan Crouser (USA) 22,67 m (MR)      | Daniel Ståhl (SWE) 66,49 m | Johannes Vetter (GER) 89,11 m      |

### Femmes

#### Courses
| #  | Meeting     | 100 m                                                     | 200 m                                   | 400 m                                 | 800 m/1 000 m                              | 1 500 m/Mile                                     | 3 000/5 000 m                                                 | 110 m haies                              | 400 m haies                         | 3 000 m steeple                               |
| 1  | Gateshead 1 | Dina Asher-Smith (GBR) 11 s 35                            | -                                       | Kendall Ellis (USA) 51 s 86           | -                                          | Laura Muir (GBR) 4 min 3 s 73                    | -                                                             | Cindy Sember (GBR) 13 s 28               | -                                   | -                                             |
| 2  | Doha        | Shelly-Ann Fraser-Pryce (JAM) 10 s 84                     | -                                       | -                                     | Faith Kipyegon (KEN) 1 min 58 s 26         | -                                                | Beatrice Chebet (KEN) 8 min 27 s 49 (3 000 m, WL, PB)         | -                                        | -                                   | Norah Jeruto (KEN) 9 min 0 s 67 (WL)          |
| 3  | Florence    | -                                                         | Dina Asher-Smith (GBR) 22 s 06 (MR)     | -                                     | -                                          | Sifan Hassan (NED) 3 min 53 s 63 (MR)            | -                                                             | Jasmine Camacho-Quinn (PUR) 12 s 38 (MR) | Femke Bol (NED) 53 s 44             | -                                             |
| 4  | Oslo        | Marie-Josée Ta Lou (CIV) 10 s 91                          | -                                       | -                                     | Kate Grace (USA) 1 min 57 s 60             | -                                                | Hellen Obiri (KEN) 14 min 26 s 38                             | -                                        | Femke Bol (NED) 53 s 33             | -                                             |
| 5  | Stockholm   | -                                                         | Shericka Jackson (JAM) 22 s 10          | -                                     | Rose Mary Almanza (CUB) 1 min 56 s 28 (MR) | -                                                | -                                                             | -                                        | Femke Bol (NED) 52 s 37 (NR, MR)    | Hyvin Jepkemoi (KEN) 9 min 4 s 34 (MR)        |
| 6  | Monaco      | -                                                         | Shaunae Miller-Uibo (BAH) 22 s 23       | -                                     | Laura Muir (GBR) 1 min 56 s 73 (PB)        | Faith Kipyegon (KEN) 3 min 51 s 07 (WL, NR)      | -                                                             | -                                        | -                                   | Hyvin Jepkemoi (KEN) 9 min 3 s 82             |
| 7  | Gateshead 2 | -                                                         | Elaine Thompson-Herah (JAM) 22 s 43     | Stephenie Ann McPherson (JAM) 50 s 44 | -                                          | Kate Grace (USA) 4 min 27 s 20 (Mile) (WL)       | -                                                             | Cindy Sember (GBR) 12 s 69               | Femke Bol (NED) 53 s 24             | -                                             |
| 8  | Eugene      | Elaine Thompson-Herah (JAM) 10 s 54 (WL, NR, MR, DLR, PB) | Mujinga Kambundji (SUI) 22 s 06         | -                                     | -                                          | Faith Kipyegon (KEN) 3 min 53 s 23 (MR)          | -                                                             | -                                        | Dalilah Muhammad (USA) 52 s 77 (MR) | Norah Jeruto (KEN) 8 min 53 s 65 (WL, MR, PB) |
| 9  | Lausanne    | Shelly-Ann Fraser-Pryce (JAM) 10 s 60 (MR, PB)            | -                                       | Marileidy Paulino (DOM) 50 s 40       | -                                          | Freweyni Hailu (ETH) 4 min 2 s 24                | -                                                             | -                                        | Femke Bol (NED) 53 s 05 (MR)        | -                                             |
| 10 | Paris       | Elaine Thompson-Herah (JAM) 10 s 72 (MR)                  | -                                       | Marileidy Paulino (DOM) 50 s 12       | -                                          | -                                                | Francine Niyonsaba (BDI) 8 min 19 s 08 (3 000 m) (WL, NR, MR) | -                                        | Gianna Woodruff (PAN) 54 s 44       | -                                             |
| 11 | Bruxelles   | -                                                         | Christine Mboma (NAM) 21 s 84           | -                                     | Natoya Goule (JAM) 1 min 58 s 09           | Sifan Hassan (NED) 4 min 14 s 74 (Mile) (WL, MR) | Francine Niyonsaba (BDI) 14 min 25 s 34 (WL, NR)              | Nadine Visser (NED) 12 s 69              | -                                   | -                                             |
| 12 | Zürich      | Elaine Thompson-Herah (JAM) 10 s 65 (MR)                  | Christine Mboma (NAM) 21 s 78 (WJR, AR) | Quanera Hayes (USA) 49 s 88           | Keely Hodgkinson (GBR) 1 min 57 s 98       | Faith Kipyegon (KEN) 3 min 58 s 33               | Francine Niyonsaba (BDI) 14 min 28 s 98                       | Tobi Amusan (NGA) 12 s 42 (AR)           | Femke Bol (NED) 52 s 80 (MR)        | Norah Jeruto (KEN) 9 min 7 s 33               |

#### Concours
| #  | Meeting     | Saut en longueur                   | Triple saut                           | Saut en hauteur                        | Saut à la perche                              | Lancer du poids                | Lancer du disque              | Lancer du javelot               |
| 1  | Gateshead 1 | -                                  | Shanieka Ricketts (JAM) 14,29 m       | Kamila Lićwinko (POL) 1,91 m           | -                                             | Auriol Dongmo (POR) 18,16 m    | -                             | -                               |
| 2  | Doha        | -                                  | Yulimar Rojas (VEN) 15,11 m           | -                                      | Katie Nageotte (USA) 4,84 m (MR)              | -                              | Yaimé Pérez (CUB) 61,35 m     | -                               |
| 3  | Florence    | Ivana Španović (SRB) 6,74 m        | -                                     | -                                      | Anzhelika Sidorova (ANA) 4,91 m               | -                              | Sandra Perković (CRO) 66,90 m | -                               |
| 4  | Oslo        | Malaika Mihambo (GER) 6,86 m       | -                                     | -                                      | -                                             | -                              | -                             | Christin Hussong (GER) 62,62 m  |
| 5  | Stockholm   | Ivana Španović (SRB) 6,88 m        | -                                     | Yaroslava Mahuchikh (UKR) 2,03 m       | -                                             | Valerie Adams (NZL) 19,26 m    | -                             | -                               |
| 6  | Monaco      | -                                  | Shanieka Ricketts (JAM) 14,75 m       | -                                      | Katie Nageotte (USA) 4,90 m                   | -                              | -                             | Barbora Špotáková (CZE) 63,08 m |
| 7  | Gateshead 2 | Maryna Bekh-Romanchuk (UKR) 6,77 m | -                                     | -                                      | Sandi Morris (USA) 4,76 m                     | -                              | -                             | -                               |
| 8  | Eugene      | -                                  | -                                     | Iryna Gerashchenko (UKR) 1,98 m        | Katie Nageotte (USA) 4,82 m                   | -                              | -                             | -                               |
| 9  | Lausanne    | Ivana Španović (SRB) 6,85 m        | Yulimar Rojas (VEN) 15,56 m (MR, DLR) | Mariya Lasitskene (ANA) 1,98 m         | -                                             | -                              | -                             | -                               |
| 10 | Paris       | -                                  | -                                     | Nicola McDermott (AUS) 1,98 m          | -                                             | -                              | Sandra Perković (CRO) 66,08 m | -                               |
| 11 | Bruxelles   | -                                  | -                                     | Yaroslava Mahuchikh (UKR) 2,02 m       | -                                             | -                              | Yaime Pérez (CUB) 66,47 m     | -                               |
| 12 | Zürich      | Ivana Španović (SRB) 6.96 m        | Yulimar Rojas (VEN) 15.48 m (MR)      | Mariya Lasitskene(ANA) 2,05 m (WL, MR) | Anzhelika Sidorova (ANA) 5,01 m (WL, DLR, PB) | Maggie Ewen (USA) 19,41 m (SB) | Valarie Allman (USA) 69,20 m  | Christin Hussong (GER) 65,26 m  |

## Légende
Records et Performances
- AR : Record continental (area record)
- CR : Record des championnats (championship record)
- MR : Record du meeting (meet record)
- NR : Record national (national record)
- OR : Record olympique (olympic record)
- PR : Record paralympique (paralympic record)
- PB : Record personnel (personal best)
- SB : Meilleure performance personnelle de la saison (season's best)
- WL : Meilleure performance mondiale de l'année (world leader)
- WJR : Record du monde junior (world junior record)
- WR : Record du monde (world record)

Circonstances et Conditions
- DNF : N'a pas terminé (did not finish)
- DNS : N'a pas pris le départ (did not start)
- DQ : Disqualification (disqualification)
- NM : Aucun essai valable enregistré (No Mark)
- Q : Qualifié « directement » au prochain tour (ou à la prochaine compétition), lors d'une compétition majeure, grâce au classement ou à la réalisation des minima (automatic qualifier)
- q : Qualifié au prochain tour (ou à la prochaine compétition), lors d'une compétition majeure, grâce au repêchage ou à la réalisation de l'une des meilleures performances parmi celles des « non qualifiés directement » (grâce au meilleur temps ou à la meilleure distance par exemple) (secondary qualifier)